# Runet
- 關於俄罗斯的国家局域网计划，請見「俄网」。
- 關於Runet的其他意思，請見「Runet (消歧义)」。

Runet（俄语：Рунет）是ru（俄语和俄罗斯顶级域的代码）和net/network（网络）组成的混成詞，是互联网和网站上的俄语社区。Runet这个术语是1997年春天由一名以色列居民和来自阿塞拜疆巴库的说俄语的博主Raffi Aslanbekov在以色列共同创造的，Raffi Aslanbekov在俄罗斯被称为大叔，是网上专栏《大叔的想法》的作者。Runet一词由早期的互联网用户推广普及，并被收录在几本词典中，其中包括由弗拉基米尔·弗拉基米罗维奇·洛帕廷在2001年为俄罗斯科学院编纂的俄语拼写词典。